# 森田勝之
森田勝之（もりた かつゆき）は、日本の英語教育学者・哲学研究者、東邦大学医学部医学科客員講師、白百合女子大学英語英文講師。

## 略歴
明星中学校・高等学校 (大阪府)卒。1980年上智大学文学部英文学科を経て、同大哲学科卒。河合塾専任講師、恵泉女学園大学講師を経て、十文字学園女子短期大学英語英文科助教授、十文字学園女子大学教授を歴任。十文字学園女子大学名誉教授、東邦大学医学部医学科客員講師、白百合女子大学文学部英語英文科講師。
専門は脳機能研究をベースとした神経哲学・神経言語学。ラテン語、古典ギリシャ語にも精通。

## 著書
- 『TOEFLの英語』荒竹出版 1983
- 『TOEFLの英熟語 600点をめざして』日本英語教育協会 1986
- 『TOEFLの英単語 600点をめざして』日本英語教育協会 1986
- 『整序・対話文問題』 (英語「新テスト」対策シリーズ 研究社出版 1989
- 『TOEICリスニング』 (ベーシックシリーズ)荒竹出版 1992
- 『チャレンジ・リーディング : Practical approaches to the TOEFL』金星堂 2001
- 『プラクティカル・リーディング : Practical reading for TOEIC』金星堂 2002
- 『TOEIC target 500 基礎からのTOEIC リスニング・リーディング演習』金星堂 2004
- 『TOEICテスト　総合対策　730点突破』あさ出版　2004
- 『テラの島 英語脳を育てるCDブック』いたやさとし絵 小学館 2008
- 『「ダッシュ脳」で頭が10倍冴える! 歳をとるほど脳力アップ!』マガジンハウス 2008
- 『0歳から育てる脳と心 8つの才能を伸ばす33のルール』創元社 2008
- 『脳と心を育てる50のあそび』チャイルド本社 2010
- 『ストーリーで学ぶ英文法 : THE ADVENTURE IN SAN FRANCISCO』DHC 2018
- 『英語の思考回路をつくる　速聴×速読トレーニング』DHC 2021

### 監修・共編著
- 『TOEFL問題集』編. 荒竹出版 1983
- 『アクティブ英語リーディング 英文解釈革命・入門講座』（アルクCBシリーズ）吉田研作共著 アルク 1985
- 『スピードリーディング』吉田研作共著. 荒竹出版 1985
- 『TOEICの英語』長崎玄弥共著 荒竹出版 1987
- 『『タイム』ボキャブラリー これだけは絶対の1000ワード 1日1レッスン20日で完全マスター』編著. 西武タイム 1989
- 『Super Reading  英文連続トレーニング』（Grade1,Grade2, Grade 3 全３冊3レベル）編著 桐原書店 1990-91
- 『『タイム』ボキャブラリー 1日1レッスン20日で完全マスター part 2 (これで完璧の1000ワード)』編著. S.S.コミュニケーションズ 1990
- 『『タイム』ボキャブラリー 1日1レッスン20日で完全マスター part 3 (グングン身につくイディオム編)』編著. S.S.コミュニケーションズ 1991
- 『『タイム』ボキャブラリー実戦1000語 読みながらどんどん覚えられる 新版』編著. SSコミュニケーションズ 1994
- 『SPECTRUM English Reading』高等学校検定教科書、共著、桐原書店　1994
- 『ニュース英語のリスニング : The news hour (CD book)』編著. ディーエイチシー 1996
- 『国際英検G-TELP受験のための公式ガイドブック』監修・編著, 野中泉, 江藤裕之 解答・解説作成. 金星堂 1998
- 『映画英語のリスニング ボトムアップ式 : New York detective story』 (CD book)編著, DHC 1998
- 『ABCニュースアワー トップダウンで聴き取るニュース英語』編著. 金星堂 1999
- 『ニュース英語のリスニング トップダウン式 The world news file 基礎編 (CD book)編著, DHC 1999
- 『プラクティカル・リスニング : Practical listening for TOEIC』野中泉共著. 金星堂 2002
- 『クオリティーペーパーを英語で読む リーディングとボキャブラリー演習』編著. 金星堂, 2006
- 『英語脳強化メソッド速聴×速読トレーニング』編著. DHC 2006
- 『PRO-VISION English Reading』高等学校検定教科書　共著、桐原書店, 2007
- 『ストーリーで学ぶ英語リスニング 海外ドラマが聴きとれる! New York Pediatrician Story』 (CD book)編著. DHC, 2010
- 『トップダウン方式ニュース英語のリスニング』編著. DHC, 2013
- 『映画英語のリスニング ボトムアップ式 恋するブルックリン』 (CD BOOK)編著, 汐宮ゆき 画. DHC, 2015
- 『トップダウン式ニュース英語のリスニング 基礎編』編著. DHC, 2016
- 『映画英語のリスニングファティマに何が起こったか ボトムアップ式』 (CD BOOK)編著. DHC 2016
- 『にっぽんの　むかしばなし　バイリンガルシリーズ』（1.The Peach Boy   2. The Magic Cloak of Tengu the Goblin   3. The Strange Gold Coin        4. Mt. Clack-Clack   5.The Big Demon's Magic Shoes   6. Princess Kaguya   7. The Rolling Rice Balls   8.The Sumo Wrestling Mice                     9. The Jizo Statues and the Bamboo Hats   10. The Hearing Hood   11. Demons In, Fortune Out   12. The Crane Returns a Favor）全12冊　　　編著、チャイルド本社 2019 （3月）〜2020（4月）
- 『世界の名作で楽しむ　絵さがし＆まちがいさがし』チャイルド本社 2022